# 原駅 (香川県)
原駅（はらえき）は、香川県高松市牟礼町原にある高松琴平電気鉄道志度線の駅である。駅番号はS14。

## 駅構造
単式ホーム1面1線を有する地上駅である。無人駅。駅入り口はホーム両端裏からホーム中央部へのスロープになっている。
3両編成が入線した際、先頭(運転席)のみホームから出てしまうがドアカットは行われない。

### 直前駅出発通知
志度方面からの電車が直前の駅である琴電志度駅を発車すると、『次の電車は琴電志度を発車しました』との表示が､また瓦町方面からの電車が房前駅を発車すると『次の電車は房前を発車しました』と電光掲示で通知する。駅名の部分だけ光る。

## 利用状況
1日の平均乗降人員は以下の通りである。
| 1日乗降人員推移 | 1日乗降人員推移 |
| 年度            | 1日平均人数     |
| --------------- | --------------- |
| 2011年          | 193             |
| 2012年          | 198             |
| 2013年          | 176             |
| 2014年          | 151             |
| 2015年          | 156             |
| 2016年          | 175             |
| 2017年          | 172             |
| 2018年          | 179             |

## 駅周辺
志度湾の牡蛎養殖場に近く、周辺にはスコップですくいあげた牡蛎を鉄板に乗せて焼く「海賊焼き」の店が多い。
- 香川県立保健医療大学
- 国道11号

## 歴史
- 1911年（明治44年）11月18日 東讃電気軌道の駅として開業。
- 1916年（大正5年）12月25日 会社合併により四国水力電気の駅となる。
- 1942年（昭和17年）4月30日 事業譲渡により讃岐電鉄の駅となる。
- 1943年（昭和18年）11月1日 高松琴平電気鉄道志度線の駅となる。
- 1945年（昭和20年）1月26日 志度線八栗駅・琴電志度駅間が不要不急線として休止になる。
- 1949年（昭和24年）10月9日 八栗・琴電志度間運行再開に伴い営業を再開。

## 隣の駅
高松琴平電気鉄道
■志度線
房前駅（S13） - 原駅（S14） - 志度西口駅 - 琴電志度駅（S15）